# Al Jarreau
Alwin "Al" Lopez Jarreau (Milwaukee, Wisconsin, 12 de marzo de 1940-Los Ángeles, California, 12 de febrero de 2017) fue un cantante de jazz estadounidense. Destacó por su versatilidad y originalidad, y por su apertura a diferentes estilos (soul, rhythm and blues, y pop, entre otros) e influencias diversas (Nat King Cole, especialmente).[cita requerida]
Ganador de seis Grammys, fue el único artista en la historia de estos premios capaz de ganar en tres estilos diferentes: pop, jazz y rhythm blues. Su voz se hizo popular fuera de los círculos jazzísticos al interpretar el tema central de la serie de televisión en los 80 Luz de luna (Moonlighting).

## Formación
Hijo de un pastor de la Iglesia adventista del séptimo día, cantante, y de madre pianista en la misma iglesia, su primera experiencia de cantante fue en un coro de la iglesia de Milwaukee (Wisconsin), comenzando con sus hermanos a los cuatro años. 
Jarreau alternó desde niño su interés por la música con los estudios de psicología, que fue su primera profesión (se graduó como psicólogo en 1962 como licenciado en psicología, y obtuvo su maestría en rehabilitación vocacional en la Universidad de Iowa), comenzó a ejercer en San Francisco como consejero rehabilitador durante cuatro años, ayudando a personas con problemas de alcoholismo, adicciones, esclerosis múltiple o amputaciones.
Musicalmente, su primera experiencia musical fue en el grupo The Indigos, un grupo de aficionados que se sentían influidos por Lambert, Hendricks y Ross, y otros vocalistas.
Posteriormente, se unió al trío del teclista George Duke, con el que tocaba por las noches en el Club Half Note, tras trabajar durante el día como psicólogo.
Ayudado por los productores Tommy LiPuma y Al Schmitt, consiguió editar sus primeros discos.

## Años 1960
En 1965 en Los Ángeles actúa en pequeños clubs de jazz y, al mismo tiempo grabó su primer álbum 1965, para el Bainbridge. Pero nadie se fija en él y tendrán que pasar diez años para grabar un segundo disco.
En 1968 se trasladó a vivir a Los Ángeles y se asocia musicalmente con el guitarrista Julio Martínez, convirtiéndose en la atracción de la discoteca de Sausalito. Con Martínez, en particular, que actúa en el club IMPROV, en el que actúa como intermedio entre los cómicos como John Belushi, Bette Midler, Robert Klein y David Brenner.

## Años 1970
En 1975, durante una actuación en Los Ángeles, fue observado por el productor Ian Samwell entonces buscador de talentos de Warner Bros. Records y lanzó su álbum We Got By que tuvo una recepción positiva por parte de los críticos y le da a conocer al público alemán. En Alemania recibe un Echo Award para el mejor debut en solitario internacional; poco después recibió otro Echo para el álbum Glow, publicado en 1976.
En la estela del éxito con el público alemán del tercer disco, lanza Look To The Rainbow, un doble "en vivo" para promocionar una gira mundial y por el que ganó el primer Grammy Americano para el mejor cantante de jazz. En 1977 comienza a cantar "Take Five", el éxito de Dave Brubeck y Paul Desmond con texto del pianista, y lo incluye en el proyecto Look To The Rainbow.
En 1978, el éxito continuó con el lanzamiento del álbum All Fly Home, para el cual recibe el segundo Echo Alemán para el mejor cantante de jazz.

## Años 1980
Trabajando con el productor Jay Graydon, completa el álbum This Time (1980), que se abre al pop y R & B.
En 1981 lanzó el álbum Breakin 'Away, que contiene la canción "We're in This Love Together"  y que le llevó a ganar el Grammy al mejor cantante pop y el de mejor cantante de jazz. Recibe otro Grammy por este disco, gracias a la canción "Blue Rondo a la Turk", versión del éxito de Dave Brubeck.
En 1983 llega el álbum Jarreau, cuyas ventas llegan al disco de oro en solo dos meses. En 1984 todavía sale un disco muy exitoso, High Crime, el último producto de Graydon, seguido en 1985 por el directo Live in London grabado en el Wembley Arena y L Is for Lover producido por Nile Rodgers (guitarrista de Chic), que se acerca al sonido de la música disco. También en ese año alcanza un gran éxito con su tema Mornin´, del cual se hizo muy popular el video y la reedición de 2006 junto a George Benson.
En 1985 participa en EE. UU. para África, un supergrupo de 45 celebridades de la música pop como Michael Jackson, Lionel Richie, Stevie Wonder y Bruce Springsteen, cantando "We Are the World" producido por Quincy Jones y grabada sin ánimo de lucro.
En 1986, Al Jarreau se convierte en una fuente de inspiración para una canción, "I love what we do together", de Zane Giles. Giles había tomado algunos de los gestos de Jarreau, especialmente de las líneas de scat, y la canción fue adoptada por Miles Davis, que hizo una versión instrumental, retitulada más o menos informalmente "Al Jarreau Tune", solo la tocó durante dos meses, entre mayo y junio de 1986. La canción, en la versión de Davis, se incluye en Miles Ahead.
En 1987 graba el tema musical de presentación de la serie de televisión "Moonlighting" (Luz de luna), que recibe una nominación al Grammy. La música era de Lee Holdridge y Jarreau había escrito los textos.
Heart's Horizon lanzado en 1988 incluye la canción So, so good. El álbum, producido por Jay Graydon, George Duke y Philippe Saisse, recibe una nominación al mejor álbum de R & B.

## Años 1990
Después de casi dos años de gira, Jarreau vuelve al estudio y en 1992 lanzó el álbum Heaven and Earth, producido por Narada Michael Walden, que ganó el Grammy al mejor cantante de R & B.
En 1994 llama a Marcus Miller para producir el álbum Tenderness, en el que actuaron entre otros, Steve Gadd, David Sanborn, Joe Sample y Kathleen Battle; el disco incluye estándars como Your Song de Elton John, Más que nada de Jorge Ben y She's Leaving Home de los Beatles.
En 1996 aparece en el musical Grease en Broadway (en el papel de Teen Angel) y fue incluido en algún programa de televisión de Estados Unidos, al salir la compilación Lo mejor de Al Jarreau.

## Después de 2000
En 2011, Al Jarreau fue invitado en el nuevo disco Eumir Deodato con dos canciones y todo el disco está producido por el equipo italiano de Lino y Pino Nicolosi. La canción "Double Face" escrita por Nicolosi, Al Jarreau y Deodato, entra en las listas de reproducción de muchas emisoras de radio en Europa y los EE. UU.
El 9 de diciembre de 2011 aparece como invitado en el programa de televisión de Checco Zalone y el 16 de febrero de 2012, durante la tercera noche del Festival de Sanremo, dedicada a Italia en el mundo, actúa cantando la canción Parla più piano con el grupo Matia Bazar.

## Vida personal
Estuvo casado con Phyllis Hall desde 1964 a 1978. Más tarde se casó con la actriz Susan Player en 1987, con la que tuvo un hijo, Ryan.

## Enfermedad y fallecimiento
El 23 de julio de 2010 se informó que Al Jarreau se encontraba muy grave en un hospital de Francia, país al que se dirigió para presentarse en un concierto en Barcelonnette, y que estaba recibiendo tratamiento para problemas respiratorios y arritmias cardíacas. Lo habían llevado a la unidad de cuidados intensivos de Gap el día 22 de ese mes. Jarreau estaba consciente y estable en la unidad de cardiología del Hospital La Timone, en Marsella, según informó la autoridad del Hospital de Marsella. Se esperaba que permaneciera allí una semana, para los estudios.
En junio de 2012, se le diagnosticó neumonía, por lo cual tuvo que cancelar varios conciertos en Francia. Se recuperó por completo y continuó su gira hasta febrero de 2017. Después de haberlo hospitalizado por agotamiento en Los Ángeles, finalmente falleció el 12 de febrero de 2017, exactamente un mes antes de cumplir 77 años. Unos días previos había informado de su retiro.
El mánager del cantante, Joe Gordon, anunció el fallecimiento en una nota de prensa.
"Al Jarreau falleció este mañana a las 5.30 de la mañana hora de Los Ángeles. Estaba hospitalizado, acompañado de Ryan (hijo), Susan (esposa) y amigos y familia", explicó Gordon.
La familia realizó un servicio religioso para los más allegados al cantante, y no organizó ningún homenaje público tras su muerte.

## Discografía

### Álbumes
- 1965 (Bainbridge) - 1965
- The Masquerade Is Over - 1973
- 1975: We Got By (Reprise) US# 209
- 1976: Glow (Reprise) – US# 132, R&B n.º 30, Jazz# 9
- 1978: All Fly Home (Warner Bros.) – US# 78, R&B# 27, Jazz# 2
- 1980: This Time (Warner Bros.) – US# 27, R&B# 6, Jazz# 1
- 1981: Breakin' Away (Warner Bros.) – US# 9, R&B# 1, Jazz# 1, UK# 60
- 1983: Jarreau (Warner Bros.) – US# 13, R&B# 4, Jazz# 1, UK# 39
- 1984: High Crime (Warner Bros.) – US# 49, R&B# 12, Jazz# 2, UK# 81
- 1985: 1965 (Bainbridge Records, titulado originalmente My Favourite Things - Circa 1965)
- 1986: L Is for Lover (Warner Bros.) – US# 81, R&B# 30, Jazz# 9, UK# 45
- 1988: Heart's Horizon (Reprise) – US# 75, R&B# 10, Jazz# 1
- 1992: Heaven and Earth (Warner Bros.) – US# 105, R&B# 30, Jazz# 2
- 2000: Tomorrow Today (Verve) – US# 137, R&B# 43, Jazz# 1
- 2002: All I Got (Verve) – US# 137, R&B# 43, Jazz# 3
- 2004: Accentuate the Positive (Verve) - Jazz# 6
- 2006: Givin' It Up (con George Benson) (Concord) – US# 58, R&B# 14, Jazz# 1
- 2008: Christmas (Rhino) - Jazz# 5
- 2014: My Old Friend: Celebrating George Duke (Concord)

### Live álbumes
- 1977: Look to the Rainbow (Warner Bros.) – US# 49, R&B# 19, Jazz# 5
- 1984: In London (Warner Bros.) – US# 125, R&B# 55, Jazz# 10. También titulado Live in London.
- 1994: Tenderness (Warner Bros.) US# 114, R&B# 25, Jazz# 2. Recorded live in a studio in front of an invited audience.
- 2012: Al Jarreau and The Metropole Orkest: LIVE (Concord)
- 2011: Al Jarreau And The George Duke Trio: Live At The Half/Note 1965, Volume 1 (BPM Records).

### Compilaciones
- 1996: Best Of Al Jarreau (Warner Bros.) – Jazz n.º 8
- 2008: Love Songs (Rhino)
- 2009: An Excellent Adventure: The Very Best Of Al Jarreau (Rhino) (This compilation holds one previously unreleased track: "Excellent Adventure")
- 2015: The Album (Black Line Collection)

### Temas más conocidos
- "My Favorite Things" (5:02, Hammerstein, Rodgers)
- "Stockholm Sweetnin'" (5:50, Jones)
- "A Sleepin' Bee" (5:52, Arlen, Capote)
- "The Masquerade Is Over" (6:34, Magidson, Wrubel)
- "Sophisticated Lady" (4:14, Ellington, Mills, Parish)
- "Joey, Joey, Joey" (3:42, Loesser)

## Premios y nominaciones

### Premios Grammy
- 1978 - Premio Grammy para el mejor cantante vocal de Jazz, Look To The Rainbow
- 1979 - Premio Grammy para el mejor cantante vocal de Jazz, All Fly Home
- 1982 - Premio Grammy para el mejor cantante vocal de Jazz, Breakin' Away
  - "(Round, Round, Round) Blue Rondo A La Turk"
- 1993 - Premio Grammy para el mejor cantante vocal de Jazz, Heaven And Earth

### Nominaciones al Grammy
- 1981 - Premio Grammy al mejor cantante vocal de Rhythm & Blues, "Never Givin' Up"
- 1982 - Premio Grammy al mejor cantante vocal, Breakin' Away
- 1985 - Premio Grammy al mejor cantante vocal realizado en dueto de Rhythm & Blues, "Edgartown Groove", together with Kashif
- 1986 - Premio Grammy al mejor cantante vocal de Rhythm & Blues, High Crime
- 1987 - Premio Grammy al mejor cantante vocal de Rhythm & Blues, "Since I Fell For You"
- 1988 - Premio Grammy al mejor cantante vocal de música pop, "Moonlighting (Theme)"
  - Tema de serie de televisión "Moonlighting (tema)", junto con Lee Holdridge
- 1990 - Premio Grammy al mejor cantante vocal de Rhythm & Blues, Heart's Horizon
- 1995 - Premio Grammy al mejor cantante vocal de Rhythm & Blues, "Wait For The Magic"
- 2005 - Premio Grammy al mejor álbum de Jazz, Accentuate The Positive